# 門説経

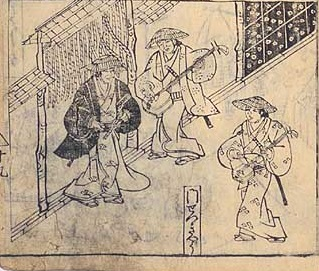
『人倫訓蒙図彙』（元禄年間、京都大学図書館蔵）にみえる門説経
----
「門せつきやう」の文字が確認できる。菅笠をかぶり、ささら、胡弓、三味線を手にした3人組による門付芸として描かれている。

門説経（かどぜっきょう、かどせっきょう）は、日本の中世から近世前半にかけてさかんに行われた語りもの芸能（節をつけて語られる物語）で、説経節を屋敷の門口や街の路上で語り、金品を請うた門付芸。また、その語り手のことも門説経と称した。

## 概要
門説経は、説経が唱門師らの手に渡って、ささらや鉦・鞨鼓（かっこ）を伴奏して門に立つようになった語りもの芸能で、『山椒大夫』や『俊徳丸』などの演目が有名であるが、その起源は鎌倉時代にさかのぼるといわれる。しかし、中世における門説経の様相は記録に乏しく、その詳細は不明な点も多い。
『洛中洛外図』（西村家本）や元禄3年（1690年）頃の『人倫訓蒙図彙』には門付する説経者（門説経）のようすが描かれており、また、元禄5年（1692年）刊の『諸国遊里好色由来揃』の「説経之出所」には、「もとは門説経とて、伊勢乞食ささらすりて、言ひさまよひしを、大坂与七郎初めて操（あやつり）にしたりしより、世に広まりてもてあそびぬ」との記述があり、このことから、説経節が操り人形と提携して劇場へ進出する以前は、主としてささらを伴奏楽器とし、野外芸能（門付芸・大道芸）として発展していたことがわかる。
説経節の担い手は、「説経師」「説経の者」あるいは単に「説経」と称される芸能者のほか、琵琶法師、歩き巫女、瞽女などといった多様な旅する芸能者であった。
『人倫訓蒙図彙』では、ささら・胡弓・三味線の3人組の門付芸として描いた「門説経」の図に、
との説明を付しており、ささら説経の徒は乞食のなかでも最下層の者と見なされていたこと、説経を語るときの伴奏に琉球王国から渡来したとされる胡弓が使用されるようになり、ささらと胡弓が門説経には欠かせないものであったことを示している。なお、『人倫訓蒙図彙』では、3人の芸能者は菅笠をかぶっているが、西村家所蔵の『洛中洛外図』では、大傘をもった2人連れの芸能者が門付している場面が描かれており、これが本来の姿と考えられる。

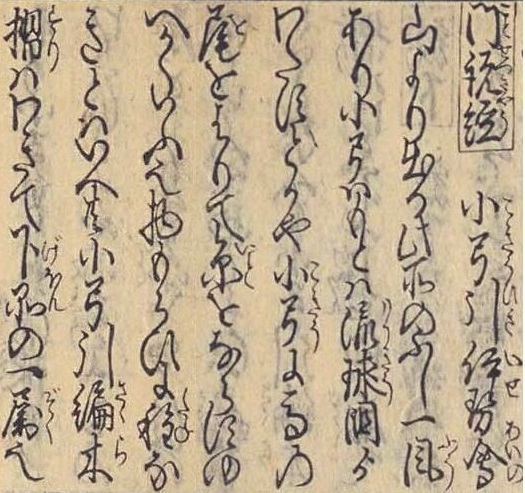
『人倫訓蒙図彙』（1690年頃）より「門説経」の説明箇所

寛永（1624年-1644年）以降、説経節は三都（江戸・大坂・京都）において、「説経座」と称する常設の小屋で営まれる人形劇「説経操り」となり、都市大衆の人気を博した。しかし、並行する芸能であった浄瑠璃の強い影響を受け「説経浄瑠璃」と称されるほどに変質し、やがて享保（1716年-1736年）の頃には劇場芸能としては姿を消した。
寛政（1789年-1801年）・享和（1801年-1804年）の頃、説経芝居が再興され、この系統から薩摩若太夫が出たものの、すぐに衰えてしまった。ただし、その流れはわずかに伝えられて、明治時代に入って若松若太夫があらわれている。薩摩若太夫の流れを薩摩派、若松若太夫の流れを若松派という。薩摩派・若松派ともに座はもたず、主として農村部における野外芸能に回帰して余命を保った。なお、若松派に関しては、明治維新ののち、薩摩派の太夫が福島県会津地方に門付に入ったところ、旧会津藩の人びとが宿敵薩摩を称する者だとして太夫を迫害したため「若松」を名乗ったという逸話が伝わっている。
説経節が人形操りとして提携して屋内芸能として隆盛した17世紀も、それ以降も、説経節ないし説経浄瑠璃は放浪する芸能者によって担われつづけ、九州地方では20世紀末までつづいたことが確認されている。